# In cinta
In cinta è un termine utilizzato in araldica per indicare figure, usualmente uguali, allineate lungo i bordi dello scudo o poste in cerchio. Un esempio interessante è quello dello stemma del Portogallo, in cui la bordura di rosso con i castelli posti in cinta costituisce la brisura adottata da Alfonso III nel 1247, essendo egli un cadetto del Portogallo. Altro caso ben noto è costituito dalla cinta di sei palle rosse dei Medici, di cui la superiore fu in seguito sostituita da una palla blu caricata dai tre gigli di Francia, in virtù della concessione fatta da Luigi XI nel 1465.

Sei palle poste in cinta (stemma dei papi della famiglia Medici)
Otto palle poste in cinta (Perleberg, Germania)
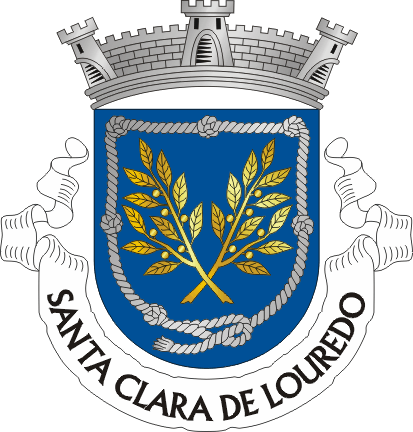
Corda posta in cinta (Santa Clara de Louredo, Portogallo)
Catene poste in cinta (stemma della Navarra)
Sette castelli posti in cinta (stemma del Portogallo
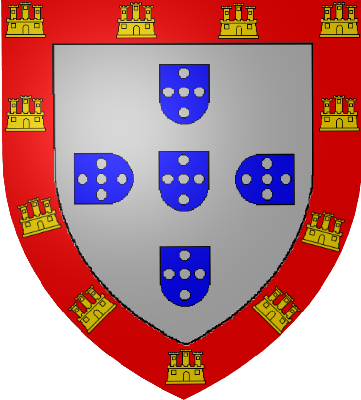
Undici castelli posti in cinta (stemma del Portogallo adottato da Alfonso III)
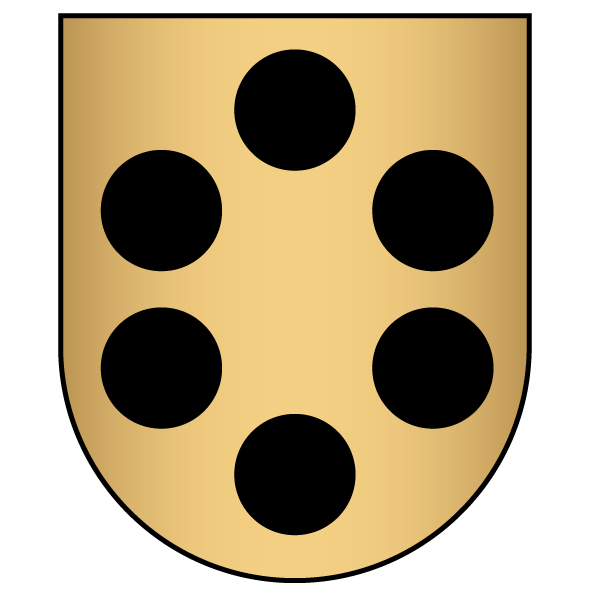
D'oro, a sei torte di nero, poste in cinta